# Liste der denkmalgeschützten Objekte in Nitra
Die Liste der denkmalgeschützten Objekte in Nitra enthält die 191 nach slowakischen Denkmalschutzvorschriften geschützten Objekte in der Gemeinde Nitra im Okres Nitra.

## Denkmäler
| Foto |                 | Denkmal / č. ÚZPF                                               | Standort / Konskr. Nr.                                          | Offizielle Beschreibung                                          | Beschreibung                                                   | Metadaten                                                                    |
| ---- | --------------- | --------------------------------------------------------------- | --------------------------------------------------------------- | ---------------------------------------------------------------- | -------------------------------------------------------------- | ---------------------------------------------------------------------------- |
|      | Datei hochladen | Grab mit Grabstein(sk) ObjektID: 403-1408/0                     | KG: Dolné Krškany Konskr.Nr.:                                   | Latečková Klára;1895-1928,robotníčka                             | der Klara Latečková, Arbeiterin                                | č. NKP: 403-1408/0 Stand des NKP: 2012-02-08 Name: HROB S NÁHROBNÍKOM        |
| ja   | Datei hochladen | Kirche(sk) ObjektID: 403-1411/0                                 | Novozámocká ul. Standort KG: Dolné Krškany Konskr.Nr.:          | r.k.sv.Ondreja;kostol sv.Ondreja                                 | römisch-katholische Kirche St. Andreas                         | č. NKP: 403-1411/0 Stand des NKP: 2012-02-08 Name: KOSTOL                    |
| BW   | Datei hochladen | Wassermühle(sk) ObjektID: 403-12186/1                           | Pri mlyne ul. 1 Standort KG: Dolné Krškany Konskr.Nr.:          | mlyn vodný so strojovňou,Pullmannovský mlyn                      | Wassermühle mit Maschinenraum, Pullmann-Mühle                  | č. NKP: 403-12186/1 Stand des NKP: 2019-07-30 Name: MLYN VODNÝ               |
| BW   | Datei hochladen | Technische Ausstattung(sk) ObjektID: 403-12186/2                | Pri mlyne ul. 1 Standort KG: Dolné Krškany Konskr.Nr.:          | technologické zariadenie mlyna                                   | technische Ausstattung der Mühle                               | č. NKP: 403-12186/2 Stand des NKP: 2019-07-30 Name: ZARIADENIE TECHNOLOGICKÉ |
| BW   | Datei hochladen | Wasserantrieb(sk) ObjektID: 403-12186/3                         | Pri mlyne ul. 1 Standort KG: Dolné Krškany Konskr.Nr.:          | náhon vodný so stavidlami                                        | Wasserantrieb mit Schleusen                                    | č. NKP: 403-12186/3 Stand des NKP: 2019-07-30 Name: NÁHON VODNÝ              |
| BW   | Datei hochladen | Allee(sk) ObjektID: 403-12186/4                                 | Pri mlyne ul. 1 Standort KG: Dolné Krškany Konskr.Nr.:          | lipová aleja                                                     | Lindenallee                                                    | č. NKP: 403-12186/4 Stand des NKP: 2019-07-30 Name: ALEJA                    |
| ja   | Datei hochladen | Kirche(sk) ObjektID: 403-1417/0                                 | Standort KG: Dražovce Konskr.Nr.:                               | r.k.sv.Michala;                                                  | römisch-katholische Kirche St. Michael                         | č. NKP: 403-1417/0 Stand des NKP: 2012-02-08 Name: KOSTOL                    |
|      | Datei hochladen | Kamaldulenser-Kloster(sk) ObjektID: 403-1513/1                  | KG: Dražovce Konskr.Nr.: 388                                    | kamaldulský kláštor                                              | Kloster                                                        | č. NKP: 403-1513/1 Stand des NKP: 2012-02-08 Name: KLÁŠTOR KAMALDULOV        |
|      | Datei hochladen | Kirchenruine(sk) ObjektID: 403-1513/2                           | KG: Dražovce Konskr.Nr.:                                        | ruina;býv.kláštor.kostol sv.Jozefa                               | Ruine, ehem. Kloster, St. Joseph                               | č. NKP: 403-1513/2 Stand des NKP: 2012-02-08 Name: KOSTOL RUINA              |
| ja   | Datei hochladen | Kirche(sk) ObjektID: 403-1414/1                                 | Ščasného ul. Standort KG: Dražovce Konskr.Nr.: 325              | r.k.sv.Františka Xaverského;kostol sv.Františka Xaverského       | römisch-katholische Kirche St. Franz Xaver                     | č. NKP: 403-1414/1 Stand des NKP: 2012-02-08 Name: KOSTOL                    |
| ja   | Datei hochladen | Figurengruppe - Kruzifix(sk) ObjektID: 403-1414/2               | Ščasného ul. Standort KG: Dražovce Konskr.Nr.:                  | Ukrižovaný Kristus;Golgota-socha Krista na kríži                 | Jesus am Kreuz                                                 | č. NKP: 403-1414/2 Stand des NKP: 2012-02-08 Name: SÚSOŠIE-KRÍŽ S KORPUSOM   |
| ja   | Datei hochladen | Figurengruppe - Statue 1(sk) ObjektID: 403-1414/3               | Ščasného ul. Standort KG: Dražovce Konskr.Nr.:                  | Panna Mária;Golgota-socha Panny Márie                            | Jungfrau Maria                                                 | č. NKP: 403-1414/3 Stand des NKP: 2012-02-08 Name: SÚSOŠIE-SOCHA I           |
| ja   | Datei hochladen | Figurengruppe - Statue 2(sk) ObjektID: 403-1414/4               | Ščasného ul. Standort KG: Dražovce Konskr.Nr.:                  | sv.Ján Evanjelista;Golgota-socha sv.Jána Ev.                     | St. Johannes der Evangelist                                    | č. NKP: 403-1414/4 Stand des NKP: 2012-02-08 Name: SÚSOŠIE-SOCHA II          |
| ja   | Datei hochladen | Figurengruppe - Statue 3(sk) ObjektID: 403-1414/5               | Ščasného ul. Standort KG: Dražovce Konskr.Nr.:                  | Mária Magdaléna;Golgota-socha Márie Magdalény                    | Maria Magdalena                                                | č. NKP: 403-1414/5 Stand des NKP: 2012-02-08 Name: SÚSOŠIE-SOCHA III         |
| ja   | Datei hochladen | Krypta(sk) ObjektID: 403-1414/6                                 | Ščasného ul. Standort KG: Dražovce Konskr.Nr.:                  | Fuchs F.X.;Krypta biskupa F.X.Fuchsa                             | des Bischofs F. X. Fuchs                                       | č. NKP: 403-1414/6 Stand des NKP: 2012-02-08 Name: KRYPTA                    |
| ja   | Datei hochladen | Gedenk-Pfarrhof(sk) ObjektID: 403-1414/7                        | Ščasného ul. 26 Standort KG: Dražovce Konskr.Nr.: 429,326       | Ščasný Jozef;1813-1889,národovec,mecén                           | für Joseph Ščasný, Nationalist, Mäzen                          | č. NKP: 403-1414/7 Stand des NKP: 2012-02-08 Name: FARA PAMÄTNÁ              |
| BW   | Datei hochladen | Gedenktafel(sk) ObjektID: 403-1414/8                            | Ščasného ul. 26 Standort KG: Dražovce Konskr.Nr.: 429           | Ščasný Jozef;1813-1889,národovec,mecén                           | für Joseph Ščasný, Nationalist, Mäzen                          | č. NKP: 403-1414/8 Stand des NKP: 2012-02-08 Name: TABUĽA PAMÄTNÁ            |
| BW   | Datei hochladen | Umfassungsmauer(sk) ObjektID: 403-1414/9                        | Ščasného ul. 26 Standort KG: Dražovce Konskr.Nr.: 429           | tehla;                                                           |                                                                | č. NKP: 403-1414/9 Stand des NKP: 2012-02-08 Name: MÚR OHRADNÝ               |
| ja   | Datei hochladen | Kirche(sk) ObjektID: 403-1507/0                                 | Standort KG: Horné Krškany Konskr.Nr.:                          | r.k.Narodenia P.M.;kostol Narodenia Panny Márie                  | römisch-katholische Kirche Mariä Geburt                        | č. NKP: 403-1507/0 Stand des NKP: 2012-02-08 Name: KOSTOL                    |
|      | Datei hochladen | Burgstätte(sk) ObjektID: 403-1508/1                             | KG: Chrenová Konskr.Nr.:                                        |                                                                  |                                                                | č. NKP: 403-1508/1 Stand des NKP: 2012-02-08 Name: HRADISKO                  |
| BW   | Datei hochladen | Kirche(sk) ObjektID: 403-1510/0                                 | Standort KG: Kynek Konskr.Nr.:                                  | r.k.Všetkých svätých;filiálny kostol                             | römisch-katholische Filialkirche Allerheiligen                 | č. NKP: 403-1510/0 Stand des NKP: 2012-02-08 Name: KOSTOL                    |
| BW   | Datei hochladen | Schloss(sk) ObjektID: 403-1509/1                                | Hajská ul. 48 Standort KG: Kynek Konskr.Nr.: 102                | solitér;Majláthovský kaštieľ                                     | Herrenhaus Majláth                                             | č. NKP: 403-1509/1 Stand des NKP: 2012-02-08 Name: KAŠTIEĽ                   |
| BW   | Datei hochladen | Park(sk) ObjektID: 403-1509/2                                   | Hajská ul. Standort KG: Kynek Konskr.Nr.:                       | majláthovský park                                                | Park Majláth                                                   | č. NKP: 403-1509/2 Stand des NKP: 2012-02-08 Name: PARK                      |
| ja   | Datei hochladen | Kalvarienberg(sk) ObjektID: 403-11664/1                         | Standort KG: Nitra Konskr.Nr.:                                  | kalvársky vrch                                                   | Kalvarienberg                                                  | č. NKP: 403-11664/1 Stand des NKP: 2012-02-08 Name: KALVÁRIA                 |
|      | Datei hochladen | Kapelle 1(sk) ObjektID: 403-11664/2                             | KG: Nitra Konskr.Nr.:                                           | r.k.sv.Anny;kaplnka sv.Anny                                      | römisch-katholische Kapelle St. Anna                           | č. NKP: 403-11664/2 Stand des NKP: 2012-02-08 Name: KAPLNKA I.               |
|      | Datei hochladen | Kapelle 2(sk) ObjektID: 403-11664/3                             | KG: Nitra Konskr.Nr.:                                           | r.k.sv.Trojice;kaplnka najsv.Trojice                             | römisch-katholische Kapelle Heilige Dreifaltigkeit             | č. NKP: 403-11664/3 Stand des NKP: 2012-02-08 Name: KAPLNKA II.              |
| ja   | Datei hochladen | Kreuzwegkapelle(sk) ObjektID: 403-11664/4                       | Standort KG: Nitra Konskr.Nr.:                                  | 1.zastavenie;Pilát odsudzuje Krista                              | 1. Kreuzwegstation, Pilatus verurteilt Christus                | č. NKP: 403-11664/4 Stand des NKP: 2012-02-08 Name: KAPLNKA KRÍŽOVEJ CESTY   |
| ja   | Datei hochladen | Kreuzwegkapelle(sk) ObjektID: 403-11664/5                       | Standort KG: Nitra Konskr.Nr.:                                  | 2.zastavenie;Kristus berie kríž                                  | 2. Kreuzwegstation, Christus nimmt das Kreuz                   | č. NKP: 403-11664/5 Stand des NKP: 2012-02-08 Name: KAPLNKA KRÍŽOVEJ CESTY   |
| ja   | Datei hochladen | Kreuzwegkapelle(sk) ObjektID: 403-11664/6                       | Standort KG: Nitra Konskr.Nr.:                                  | 3.zastavenie;1.pád Krista pod krížom                             | 3. Kreuzwegstation, 1. Sturz Christi unter dem Kreuz           | č. NKP: 403-11664/6 Stand des NKP: 2012-02-08 Name: KAPLNKA KRÍŽOVEJ CESTY   |
| ja   | Datei hochladen | Kreuzwegkapelle(sk) ObjektID: 403-11664/7                       | Standort KG: Nitra Konskr.Nr.:                                  | 4.zastavenie;Stretnutie Krista s P.M.                            | 4. Kreuzwegstation, Begegnung Marias mit Christus              | č. NKP: 403-11664/7 Stand des NKP: 2012-02-08 Name: KAPLNKA KRÍŽOVEJ CESTY   |
| ja   | Datei hochladen | Kreuzwegkapelle(sk) ObjektID: 403-11664/8                       | Standort KG: Nitra Konskr.Nr.:                                  | 5.zastavenie;Šimon pomáha Kristovi                               | 5. Kreuzwegstation, Simon hilft Christus                       | č. NKP: 403-11664/8 Stand des NKP: 2012-02-08 Name: KAPLNKA KRÍŽOVEJ CESTY   |
| ja   | Datei hochladen | Kreuzwegkapelle(sk) ObjektID: 403-11664/9                       | Standort KG: Nitra Konskr.Nr.:                                  | 6.zastavenie;Kristus a Veronika                                  | 6. Kreuzwegstation, Christus und Veronika                      | č. NKP: 403-11664/9 Stand des NKP: 2012-02-08 Name: KAPLNKA KRÍŽOVEJ CESTY   |
| ja   | Datei hochladen | Kreuzwegkapelle(sk) ObjektID: 403-11664/10                      | Standort KG: Nitra Konskr.Nr.:                                  | 7.zastavenie;2.pád Krista pod krížom                             | 7. Kreuzwegstation, 2. Sturz Christi unter dem Kreuz           | č. NKP: 403-11664/10 Stand des NKP: 2012-02-08 Name: KAPLNKA KRÍŽOVEJ CESTY  |
| ja   | Datei hochladen | Kreuzwegkapelle(sk) ObjektID: 403-11664/11                      | Standort KG: Nitra Konskr.Nr.:                                  | 8.zastavenie;Kristus napomína plačúce ženy                       | 8. Kreuzwegstation, Christus ermuntert die weinenden Frauen    | č. NKP: 403-11664/11 Stand des NKP: 2012-02-08 Name: KAPLNKA KRÍŽOVEJ CESTY  |
| ja   | Datei hochladen | Kreuzwegkapelle(sk) ObjektID: 403-11664/12                      | Standort KG: Nitra Konskr.Nr.:                                  | 9.zastavenie;3.pád Krista pod krížom                             | 9. Kreuzwegstation, 3. Sturz Christi unter dem Kreuz           | č. NKP: 403-11664/12 Stand des NKP: 2012-02-08 Name: KAPLNKA KRÍŽOVEJ CESTY  |
| ja   | Datei hochladen | Kreuzwegkapelle(sk) ObjektID: 403-11664/13                      | Standort KG: Nitra Konskr.Nr.:                                  | 10.zastavenie;Vyzliekanie Krista                                 | 10. Kreuzwegstation, Entkleiden Christi                        | č. NKP: 403-11664/13 Stand des NKP: 2012-02-08 Name: KAPLNKA KRÍŽOVEJ CESTY  |
| ja   | Datei hochladen | Kreuzwegkapelle(sk) ObjektID: 403-11664/14                      | Standort KG: Nitra Konskr.Nr.:                                  | 11.zastavenie;Pribíjanie Krista na kríž                          | 11. Kreuzwegstation, Christus wird an das Kreuz geschlagen     | č. NKP: 403-11664/14 Stand des NKP: 2012-02-08 Name: KAPLNKA KRÍŽOVEJ CESTY  |
| ja   | Datei hochladen | Kruzifix 1(sk) ObjektID: 403-11664/15                           | KG: Nitra Konskr.Nr.:                                           | Ukrižovaný Kristus;Golgota-socha Krista na kríži                 | Jesus am Kreuz                                                 | č. NKP: 403-11664/15 Stand des NKP: 2012-02-08 Name: KRÍŽ S KORPUSOM I.      |
|      | Datei hochladen | Kruzifix 2(sk) ObjektID: 403-11664/16                           | KG: Nitra Konskr.Nr.:                                           | Dismas,lotor pravý;Golgota-socha Dismasa na kríži                | Dismas, der Schächer (Dieb) rechts                             | č. NKP: 403-11664/16 Stand des NKP: 2012-02-08 Name: KRÍŽ S KORPUSOM II.     |
| ja   | Datei hochladen | Kruzifix 3(sk) ObjektID: 403-11664/17                           | KG: Nitra Konskr.Nr.:                                           | Gesmas,lotor ľavý;Golgota-socha Gesmasa na kríži                 | Gesmas, der Schächer (Dieb) links                              | č. NKP: 403-11664/17 Stand des NKP: 2012-02-08 Name: KRÍŽ S KORPUSOM III.    |
|      | Datei hochladen | Statue 1(sk) ObjektID: 403-11664/18                             | KG: Nitra Konskr.Nr.:                                           | Panna Mária;Golgota-socha Panny Márie                            | Jungfrau Maria                                                 | č. NKP: 403-11664/18 Stand des NKP: 2012-02-08 Name: SOCHA I.                |
|      | Datei hochladen | Statue 2(sk) ObjektID: 403-11664/19                             | KG: Nitra Konskr.Nr.:                                           | sv.Ján Evanjelista;Golgota-socha Jána Evanjelistu                | St. Johannes der Evangelist                                    | č. NKP: 403-11664/19 Stand des NKP: 2012-02-08 Name: SOCHA II.               |
| ja   | Datei hochladen | Kreuzwegkapelle(sk) ObjektID: 403-11664/20                      | Standort KG: Nitra Konskr.Nr.:                                  | 13.zastavenie;Snímanie Krista z kríža                            | 13. Kreuzwegstation, Abnahme Christi vom Kreuz                 | č. NKP: 403-11664/20 Stand des NKP: 2012-02-08 Name: KAPLNKA KRÍŽOVEJ CESTY  |
| ja   | Datei hochladen | Kreuzwegkapelle(sk) ObjektID: 403-11664/21                      | Standort KG: Nitra Konskr.Nr.:                                  | 14.zastavenie;Ukladanie Krista,Boží Hrob                         | 14. Kreuzwegstation, Grablegung Christi                        | č. NKP: 403-11664/21 Stand des NKP: 2012-02-08 Name: KAPLNKA KRÍŽOVEJ CESTY  |
|      | Datei hochladen | Grab mit Grabstein(sk) ObjektID: 403-1480/0                     | KG: Nitra Konskr.Nr.:                                           | Damborský J.;1880-1932,jazykoved.                                | des J. Damborský, Philologe, Linguistiker                      | č. NKP: 403-1480/0 Stand des NKP: 2012-02-08 Name: HROB S NÁHROBNÍKOM        |
|      | Datei hochladen | Burgstätte(sk) ObjektID: 403-1482/0                             | KG: Nitra Konskr.Nr.:                                           | skúmané;Hradisko Lupka                                           | untersucht, Burgrest Lupka                                     | č. NKP: 403-1482/0 Stand des NKP: 2012-02-08 Name: HRADISKO                  |
|      | Datei hochladen | Wachturm(sk) ObjektID: 403-1505/0                               | KG: Nitra Konskr.Nr.:                                           | tehla;Turecká varta                                              | Türkenwache                                                    | č. NKP: 403-1505/0 Stand des NKP: 2012-02-08 Name: VEŽA STRÁŽNA              |
| ja   | Datei hochladen | Bankgebäude(sk) ObjektID: 403-2305/0                            | Farská ul. 3 Standort KG: Nitra Konskr.Nr.: 1294                | nárožná;Hitelbank,FEMKE,okr.knižnica                             | Eckhaus, Hitelbank, FEMKE, Bezirksbibliothek                   | č. NKP: 403-2305/0 Stand des NKP: 2012-02-08 Name: BANKA                     |
| ja   | Datei hochladen | Wohnhaus(sk) ObjektID: 403-2306/0                               | Farská ul. 10 Standort KG: Nitra Konskr.Nr.: 1319               | pavlačový,radový;                                                | Reihenhaus, Veranda                                            | č. NKP: 403-2306/0 Stand des NKP: 2012-02-08 Name: DOM BYTOVÝ                |
| ja   | Datei hochladen | Bürgerhaus(sk) ObjektID: 403-11229/0                            | Farská ul. 17 Standort KG: Nitra Konskr.Nr.:                    | nárožný;Dom „U Brucknera“                                        | Eckhaus, Haus „Das Bruckner“                                   | č. NKP: 403-11229/0 Stand des NKP: 2012-02-08 Name: DOM MEŠTIANSKY           |
| ja   | Datei hochladen | Pfarrhof(sk) ObjektID: 403-10848/0                              | Farská ul. 18 Standort KG: Nitra Konskr.Nr.: 1323               | r.k.;katolícka fara                                              | römisch-katholische Pfarrei                                    | č. NKP: 403-10848/0 Stand des NKP: 2012-02-08 Name: FARA                     |
| ja   | Datei hochladen | Bürgerhaus(sk) ObjektID: 403-10849/0                            | Farská ul. 24 Standort KG: Nitra Konskr.Nr.: 1326               | priechodový,radový;                                              | Reihenhaus, Passage                                            | č. NKP: 403-10849/0 Stand des NKP: 2012-02-08 Name: DOM MEŠTIANSKY           |
| ja   | Datei hochladen | Bürgerhaus(sk) ObjektID: 403-10835/0                            | Farská ul. 39 Standort KG: Nitra Konskr.Nr.: 1314               | radový;dom s pavlačou                                            | Reihenhaus, Haus mit Galerie                                   | č. NKP: 403-10835/0 Stand des NKP: 2012-02-08 Name: DOM MEŠTIANSKY           |
| ja   | Datei hochladen | Statue auf Säule(sk) ObjektID: 403-1484/0                       | Jána Pavla II. nám. Standort KG: Nitra Konskr.Nr.:              | Panna Mária-Immaculata;Mariánsky stĺp                            | unbefleckte Jungfrau Maria, Martin Vögerl                      | č. NKP: 403-1484/0 Stand des NKP: 2012-02-08 Name: SOCHA NA STĹPE            |
| ja   | Datei hochladen | Statue(sk) ObjektID: 403-1485/0                                 | Jána Pavla II. nám. Standort KG: Nitra Konskr.Nr.:              | sv.Ján Nepomucký;                                                | St. Johannes Nepomuk                                           | č. NKP: 403-1485/0 Stand des NKP: 2012-02-08 Name: SOCHA                     |
| ja   | Datei hochladen | Burgpalast(sk) Burg Nitra ObjektID: 403-1483/1                  | Jána Pavla II. nám. 7 Standort KG: Nitra Konskr.Nr.: 1012, 2084 | hradné jadro;Biskupský palác                                     | Kernburg, Bischofspalast                                       | č. NKP: 403-1483/1 Stand des NKP: 2012-02-08 Name: PALÁC HRADNÝ              |
| BW   | Datei hochladen | Bastion 1(sk) ObjektID: 403-1483/2                              | Jána Pavla II. nám. 7 Standort KG: Nitra Konskr.Nr.: 1012, 2084 | hradné jadro;severozápadný bastión                               | Kernburg, Nordwestbastion                                      | č. NKP: 403-1483/2 Stand des NKP: 2012-02-08 Name: BASTIÓN I.                |
| ja   | Datei hochladen | Palasthof(sk) ObjektID: 403-1483/3                              | Jána Pavla II. nám. 7 Standort KG: Nitra Konskr.Nr.: 1012, 2084 | hradné jadro;nádvorie biskupského paláca                         | Kernburg, Hof des Bischofspalastes                             | č. NKP: 403-1483/3 Stand des NKP: 2012-02-08 Name: NÁDVORIE PALÁCOVÉ         |
| ja   | Datei hochladen | Kirche(sk) Kathedrale des heiligen Emmeram ObjektID: 403-1483/4 | Jána Pavla II. nám. 8 Standort KG: Nitra Konskr.Nr.: 1013       | r.k.sv.Emeráma,hrad.jadro;katedrála,bazilika sv.Emeráma          | römisch-katholische Kirche St. Emmeram, Kernburg, Basilika     | č. NKP: 403-1483/4 Stand des NKP: 2012-02-08 Name: KOSTOL                    |
| ja   | Datei hochladen | Burgmauer(sk) ObjektID: 403-1483/5                              | Jána Pavla II. nám. 7 Standort KG: Nitra Konskr.Nr.: 1012, 2084 | predhradie I.;severovýchod.hradbový múr                          | 1. Wehr, nordöstliche Mauer                                    | č. NKP: 403-1483/5 Stand des NKP: 2012-02-08 Name: MÚR HRADBOVÝ              |
| BW   | Datei hochladen | Bastion(sk) ObjektID: 403-1483/6                                | Jána Pavla II. nám. Standort KG: Nitra Konskr.Nr.:              | predhradie I.;severná bašta                                      | 1. Wehr, nördliche Bastion                                     | č. NKP: 403-1483/6 Stand des NKP: 2012-02-08 Name: BAŠTA                     |
| ja   | Datei hochladen | Eckturm(sk) ObjektID: 403-1483/7                                | Jána Pavla II. nám. Standort KG: Nitra Konskr.Nr.: 2087         | predhradie I.;Vazilova veža                                      | 1. Wehr, Turm?                                                 | č. NKP: 403-1483/7 Stand des NKP: 2012-02-08 Name: VEŽA NÁROŽNÁ              |
| BW   | Datei hochladen | Bastion 2(sk) ObjektID: 403-1483/8                              | Jána Pavla II. nám. Standort KG: Nitra Konskr.Nr.:              | predhradie I.;severovýchodný bastión                             | 1. Wehr, Nordostbastion                                        | č. NKP: 403-1483/8 Stand des NKP: 2012-02-08 Name: BASTIÓN II.               |
| BW   | Datei hochladen | Burghöfe 1(sk) ObjektID: 403-1483/9                             | Jána Pavla II. nám. Standort KG: Nitra Konskr.Nr.:              | predhradie I.;horné,východné nádvorie                            | 1. Wehr, oberer, östlicher Innenhof                            | č. NKP: 403-1483/9 Stand des NKP: 2012-02-08 Name: NÁDVORIA HRADNÉ I.        |
|      | Datei hochladen | Burgbrunnen(sk) ObjektID: 403-1483/10                           | Jána Pavla II. nám. KG: Nitra Konskr.Nr.:                       | predhradie I.;hradná studňa                                      | 1. Wehr, Brunnen                                               | č. NKP: 403-1483/10 Stand des NKP: 2012-02-08 Name: STUDŇA HRADNÁ            |
|      | Datei hochladen | Kurtine und Tor(sk) ObjektID: 403-1483/11                       | Jána Pavla II. nám. KG: Nitra Konskr.Nr.:                       | predhradie II.;kurtína                                           | 2. Wehr, Wall                                                  | č. NKP: 403-1483/11 Stand des NKP: 2012-02-08 Name: KURTÍNA S BRÁNOU         |
| BW   | Datei hochladen | Bastion 3(sk) ObjektID: 403-1483/12                             | Jána Pavla II. nám. Standort KG: Nitra Konskr.Nr.:              | predhradie II.;juhozápadný bastión                               | 2. Wehr, Südwestbastion                                        | č. NKP: 403-1483/12 Stand des NKP: 2012-02-08 Name: BASTIÓN III.             |
| BW   | Datei hochladen | Bastion 4(sk) ObjektID: 403-1483/13                             | Jána Pavla II. nám. Standort KG: Nitra Konskr.Nr.:              | predhradie II.;južný bastión                                     | 2. Wehr, Südbastion                                            | č. NKP: 403-1483/13 Stand des NKP: 2012-02-08 Name: BASTIÓN IV.              |
|      | Datei hochladen | Bastion 5(sk) ObjektID: 403-1483/14                             | Jána Pavla II. nám. KG: Nitra Konskr.Nr.:                       | predhradie II.;východný bastión                                  | 2. Wehr, östliche Bastion                                      | č. NKP: 403-1483/14 Stand des NKP: 2012-02-08 Name: BASTIÓN V.               |
| ja   | Datei hochladen | Eingangsgebäude(sk) ObjektID: 403-1483/15                       | Jána Pavla II. nám. Standort KG: Nitra Konskr.Nr.: 2086         | predhradie II.;Horná brána                                       | 2. Wehr, Oberes Tor                                            | č. NKP: 403-1483/15 Stand des NKP: 2012-02-08 Name: BUDOVA VSTUPNÁ           |
|      | Datei hochladen | Graben(sk) ObjektID: 403-1483/16                                | Jána Pavla II. nám. KG: Nitra Konskr.Nr.:                       | predhradie II.;gotická priekopa                                  | 2. Wehr, gotischer Graben                                      | č. NKP: 403-1483/16 Stand des NKP: 2012-02-08 Name: PRIEKOPA                 |
| ja   | Datei hochladen | Wirtschaftsgebäude(sk) ObjektID: 403-1483/17                    | Jána Pavla II. nám. Standort KG: Nitra Konskr.Nr.: 2085         | predhradie II.;Diecézne múzeum                                   | 2. Wehr, Diözesanmuseum                                        | č. NKP: 403-1483/17 Stand des NKP: 2012-02-08 Name: STAVBA HOSPODÁRSKA       |
| BW   | Datei hochladen | Burghof 2(sk) ObjektID: 403-1483/18                             | Jána Pavla II. nám. Standort KG: Nitra Konskr.Nr.:              | predhradie II.;dolné,južné nádvorie                              | 2. Wehr, unterer, südlicher Innenhof                           | č. NKP: 403-1483/18 Stand des NKP: 2012-02-08 Name: NÁDVORIA HRADNÉ II.      |
| ja   | Datei hochladen | Außentreppe(sk) ObjektID: 403-1483/19                           | Jána Pavla II. nám. Standort KG: Nitra Konskr.Nr.:              | predhradie II.;schodisko do katedrály                            | 2. Wehr, Treppe zum Dom                                        | č. NKP: 403-1483/19 Stand des NKP: 2012-02-08 Name: SCHODISKO VONKAJŠIE      |
| ja   | Datei hochladen | Vasenkopie 1(sk) ObjektID: 403-1483/20                          | Jána Pavla II. nám. Standort KG: Nitra Konskr.Nr.:              | váza,predhradie II.;kópia vázy na schodisku                      | Vase, 2. Wehr, Vasenkopien auf der Treppe                      | č. NKP: 403-1483/20 Stand des NKP: 2012-02-08 Name: VÁZA-KÓPIA I.            |
| ja   | Datei hochladen | Vasenkopie 2(sk) ObjektID: 403-1483/21                          | Jána Pavla II. nám. Standort KG: Nitra Konskr.Nr.:              | predhradie II.;kópia vázy na schodisku                           | 2. Wehr, Vasenkopien auf der Treppe                            | č. NKP: 403-1483/21 Stand des NKP: 2012-02-08 Name: VÁZA-KÓPIA II.           |
| ja   | Datei hochladen | Statuenkopie 1(sk) ObjektID: 403-1483/22                        | Jána Pavla II. nám. Standort KG: Nitra Konskr.Nr.:              | sv.Ondrej,predhradie II.;kópia sochy sv.Ondreja-Svorada          | 2. Wehr, Kopie der Statue von hl. Andreas, Bischof von Nitra   | č. NKP: 403-1483/22 Stand des NKP: 2012-02-08 Name: SOCHA-KÓPIA I.           |
| ja   | Datei hochladen | Statuenkopie 2(sk) ObjektID: 403-1483/23                        | Jána Pavla II. nám. Standort KG: Nitra Konskr.Nr.:              | sv.Benedikt,predhrad.II.;kópia sochy sv.Benedikta                | 2. Wehr, Kopie der Statue des hl. Benedikt                     | č. NKP: 403-1483/23 Stand des NKP: 2012-02-08 Name: SOCHA-KÓPIA II.          |
| ja   | Datei hochladen | Statuenkopie 3(sk) ObjektID: 403-1483/24                        | Jána Pavla II. nám. Standort KG: Nitra Konskr.Nr.:              | sv.Augustín,predhrad.II.;kópia sochy sv.Augustína                | 2. Wehr, Kopie der Statue des St. Augustin                     | č. NKP: 403-1483/24 Stand des NKP: 2012-02-08 Name: SOCHA-KÓPIA III.         |
| ja   | Datei hochladen | Statuenkopie 4(sk) ObjektID: 403-1483/25                        | Jána Pavla II. nám. Standort KG: Nitra Konskr.Nr.:              | sv.Ambróz,predhradie II.;kópia sochy sv.Ambróza?                 | 2. Wehr, Kopie der Statue des St. Ambrosius                    | č. NKP: 403-1483/25 Stand des NKP: 2012-02-08 Name: SOCHA-KÓPIA IV.          |
| ja   | Datei hochladen | Statuenkopie 5(sk) ObjektID: 403-1483/26                        | Jána Pavla II. nám. Standort KG: Nitra Konskr.Nr.:              | sv.Ján Evanjelistu,predhradie II.;kópia sochy sv.Jána Evanjelis. | 2. Wehr, Kopie der Statue des St. Johannes der Evangelist      | č. NKP: 403-1483/26 Stand des NKP: 2012-02-08 Name: SOCHA-KÓPIA V.           |
| ja   | Datei hochladen | Statuenkopie 6(sk) ObjektID: 403-1483/27                        | Jána Pavla II. nám. Standort KG: Nitra Konskr.Nr.:              | sv.Jozef,predhradie II.;kópia sochy sv.Jozefa                    | 2. Wehr, Kopie der Statue des St. Joseph                       | č. NKP: 403-1483/27 Stand des NKP: 2012-02-08 Name: SOCHA-KÓPIA VI.          |
| ja   | Datei hochladen | Statuenkopie 7(sk) ObjektID: 403-1483/28                        | Jána Pavla II. nám. Standort KG: Nitra Konskr.Nr.:              | Panna Mária,predhradie II.;kópia sochy Panny Márie?              | 2. Wehr, Kopie der Statue der Jungfrau Maria                   | č. NKP: 403-1483/28 Stand des NKP: 2012-02-08 Name: SOCHA-KÓPIA VII.         |
| ja   | Datei hochladen | Statuenkopie 8(sk) ObjektID: 403-1483/29                        | Jána Pavla II. nám. Standort KG: Nitra Konskr.Nr.:              | Salvator Mundi,predhradie II.;kópia sochy Salvator Mundi         | 2. Wehr, Kopie der Statue „Salvator Mundi“                     | č. NKP: 403-1483/29 Stand des NKP: 2012-02-08 Name: SOCHA-KÓPIA VIII.        |
|      | Datei hochladen | Vase 1(sk) ObjektID: 403-1483/30                                | Jána Pavla II. nám. KG: Nitra Konskr.Nr.:                       | váza,predhradie II.;originál vázy na schodisku                   | 2. Wehr, Originalvase auf der Treppe                           | č. NKP: 403-1483/30 Stand des NKP: 2012-02-08 Name: VÁZA I.                  |
|      | Datei hochladen | Vase 2(sk) ObjektID: 403-1483/31                                | Jána Pavla II. nám. KG: Nitra Konskr.Nr.:                       | váza,predhradie II.;originál vázy na schodisku                   | 2. Wehr, Originalvase auf der Treppe                           | č. NKP: 403-1483/31 Stand des NKP: 2012-02-08 Name: VÁZA II.                 |
|      | Datei hochladen | Statue 1(sk) ObjektID: 403-1483/32                              | Jána Pavla II. nám. KG: Nitra Konskr.Nr.:                       | sv.Ondrej,predhradie II.;originál sochy sv.Ondreja-Svor          | 2. Wehr, Originalstatue St. Andreas                            | č. NKP: 403-1483/32 Stand des NKP: 2012-02-08 Name: SOCHA I.                 |
|      | Datei hochladen | Statue 2(sk) ObjektID: 403-1483/33                              | Jána Pavla II. nám. KG: Nitra Konskr.Nr.:                       | sv.Benedikt,predhrad.II.;originál sochy sv.Benedikta             | 2. Wehr, Originalstatue St. Benedikt                           | č. NKP: 403-1483/33 Stand des NKP: 2012-02-08 Name: SOCHA II.                |
|      | Datei hochladen | Statue 3(sk) ObjektID: 403-1483/34                              | Jána Pavla II. nám. KG: Nitra Konskr.Nr.:                       | sv.Augustín,predhrad.II.;originál sochy sv.Augustína             | 2. Wehr, Originalstatue St. Augustin                           | č. NKP: 403-1483/34 Stand des NKP: 2012-02-08 Name: SOCHA III.               |
|      | Datei hochladen | Statue 4(sk) ObjektID: 403-1483/35                              | Jána Pavla II. nám. KG: Nitra Konskr.Nr.:                       | sv.Ambróz,predhradie II.;originál sochy sv.Ambróza?              | 2. Wehr, Originalstatue St. Ambrosius                          | č. NKP: 403-1483/35 Stand des NKP: 2012-02-08 Name: SOCHA IV.                |
|      | Datei hochladen | Statue 5(sk) ObjektID: 403-1483/36                              | Jána Pavla II. nám. KG: Nitra Konskr.Nr.:                       | sv.Ján Evanjelista,predhradie II.;originál sochy Jána Evanjelis. | 2. Wehr, Originalstatue St. Johannes der Evangelist            | č. NKP: 403-1483/36 Stand des NKP: 2012-02-08 Name: SOCHA V.                 |
|      | Datei hochladen | Statue 6(sk) ObjektID: 403-1483/37                              | Jána Pavla II. nám. KG: Nitra Konskr.Nr.:                       | sv.Jozef,predhradie II.;originál sochy sv.Jozefa                 | 2. Wehr, Originalstatue St. Joseph                             | č. NKP: 403-1483/37 Stand des NKP: 2012-02-08 Name: SOCHA VI.                |
|      | Datei hochladen | Statue 7(sk) ObjektID: 403-1483/38                              | Jána Pavla II. nám. KG: Nitra Konskr.Nr.:                       | Panna Mária,predhradie II.;originál sochy Panny Márie?           | 2. Wehr, Originalstatue Jungfrau Maria                         | č. NKP: 403-1483/38 Stand des NKP: 2012-02-08 Name: SOCHA VII.               |
|      | Datei hochladen | Statue 8(sk) ObjektID: 403-1483/39                              | Jána Pavla II. nám. KG: Nitra Konskr.Nr.:                       | Salvator Mundi,predhradie II.;originál sochy Salvator Mundi      | 2. Wehr, Originalstatue „Salvator Mundi“                       | č. NKP: 403-1483/39 Stand des NKP: 2012-02-08 Name: SOCHA VIII.              |
|      | Datei hochladen | Umfassungsgraben(sk) ObjektID: 403-1483/40                      | Jána Pavla II. nám. KG: Nitra Konskr.Nr.:                       | predhradie II.;obvodová priekopa                                 | 2. Wehr, Graben                                                | č. NKP: 403-1483/40 Stand des NKP: 2012-02-08 Name: PRIEKOPA OBVODOVÁ        |
| ja   | Datei hochladen | Burgbrücke(sk) ObjektID: 403-1483/41                            | Jána Pavla II. nám. KG: Nitra Konskr.Nr.:                       | predhradie II.;most                                              | 2. Wehr, Brücke                                                | č. NKP: 403-1483/41 Stand des NKP: 2012-02-08 Name: MOST HRADNÝ              |
| ja   | Datei hochladen | Statue 9(sk) ObjektID: 403-1483/42                              | Jána Pavla II. nám. KG: Nitra Konskr.Nr.:                       | sv.Ján Krstiteľ,predhradie II.;socha sv.Jána Krstiteľa           | 2. Wehr, Originalstatue St. Johannes der Täufer                | č. NKP: 403-1483/42 Stand des NKP: 2012-02-08 Name: SOCHA IX.                |
| ja   | Datei hochladen | Relief-? 12(sk) ObjektID: 403-1483/43                           | Jána Pavla II. nám. Standort KG: Nitra Konskr.Nr.:              | hradné jadro;erb biskupa L.A.Erdődyho                            | Kernburg, Wappen des Bischofs L. A. Erdődy                     | č. NKP: 403-1483/43 Stand des NKP: 2012-02-08 Name: RELIÉF-VSA XII.          |
|      | Datei hochladen | Büste-? 13(sk) ObjektID: 403-1483/44                            | Jána Pavla II. nám. KG: Nitra Konskr.Nr.:                       | hradné jadro;busta vojvodu?panovníka?                            | Kernburg, Büste von Herzog ?                                   | č. NKP: 403-1483/44 Stand des NKP: 2012-02-08 Name: BUSTA-VSA XIII.          |
|      | Datei hochladen | Statue-? 14(sk) ObjektID: 403-1483/45                           | Jána Pavla II. nám. KG: Nitra Konskr.Nr.:                       | hradné jadro;socha sv.Marka evanjelistu                          | Kernburg, Statue des heiligen Evangelisten Markus              | č. NKP: 403-1483/45 Stand des NKP: 2012-02-08 Name: SOCHA-VSA XIV.           |
|      | Datei hochladen | Statue-? 15(sk) ObjektID: 403-1483/46                           | Jána Pavla II. nám. KG: Nitra Konskr.Nr.:                       | hradné jadro;socha sv.Lukáša                                     | Kernburg, Statue von St. Lukas                                 | č. NKP: 403-1483/46 Stand des NKP: 2012-02-08 Name: SOCHA-VSA XV.            |
|      | Datei hochladen | Statue-? 16(sk) ObjektID: 403-1483/47                           | Jána Pavla II. nám. KG: Nitra Konskr.Nr.:                       | hradné jadro;socha sv.Matúša                                     | Kernburg, Statue von St. Matthäus                              | č. NKP: 403-1483/47 Stand des NKP: 2012-02-08 Name: SOCHA-VSA XVI.           |
|      | Datei hochladen | Statue-? 17(sk) ObjektID: 403-1483/48                           | Jána Pavla II. nám. KG: Nitra Konskr.Nr.:                       | hradné jadro;socha sv.Jána Evanjelistu                           | Kernburg, Statue von St. Johannes der Evangelist               | č. NKP: 403-1483/48 Stand des NKP: 2012-02-08 Name: SOCHA-VSA XVII.          |
|      | Datei hochladen | Relief-? 18(sk) ObjektID: 403-1483/49                           | Jána Pavla II. nám. KG: Nitra Konskr.Nr.:                       | predhradie I.;erb rodu Pálffy                                    | 1. Wehr, Wappen der Pálffys                                    | č. NKP: 403-1483/49 Stand des NKP: 2012-02-08 Name: RELIÉF-VSA XVIII.        |
| ja   | Datei hochladen | Relief-? 19(sk) ObjektID: 403-1483/50                           | Jána Pavla II. nám. KG: Nitra Konskr.Nr.:                       | predhradie II.;erb biskupa Tomáša Pálffyho                       | 2. Wehr, Wappen des Bischofs Thomas Palffy                     | č. NKP: 403-1483/50 Stand des NKP: 2012-02-08 Name: RELIÉF-VSA XIX.          |
|      | Datei hochladen | Büste-? 20(sk) ObjektID: 403-1483/51                            | Jána Pavla II. nám. KG: Nitra Konskr.Nr.:                       | predhradie II.;busta Leopolda Kolonicha                          | 2.Wehr, Büste von Leopold Kolonicha                            | č. NKP: 403-1483/51 Stand des NKP: 2012-02-08 Name: BUSTA -VSA XX.           |
|      | Datei hochladen | Büste-? 21(sk) ObjektID: 403-1483/52                            | Jána Pavla II. nám. KG: Nitra Konskr.Nr.:                       | predhradie II.;busta vojvodu?panovníka?                          | 2. Wehr, Büste von Herzog? Herrscher?                          | č. NKP: 403-1483/52 Stand des NKP: 2012-02-08 Name: BUSTA -VSA XXI.          |
| ja   | Datei hochladen | Relief-? 22(sk) ObjektID: 403-1483/53                           | Jána Pavla II. nám. KG: Nitra Konskr.Nr.:                       | predhradie II.;erb Tomáša Pálffyho                               | 2. Wehr, Wappen von Thomas Palffy                              | č. NKP: 403-1483/53 Stand des NKP: 2012-02-08 Name: RELIÉF-VSA XXII.         |
| ja   | Datei hochladen | Relief-? 23(sk) ObjektID: 403-1483/54                           | Jána Pavla II. nám. Standort KG: Nitra Konskr.Nr.:              | predhradie II.;erb biskupa Z.Mossóczyho                          | 2. Wehr, Wappen des Bischofs Z. Mossóczy                       | č. NKP: 403-1483/54 Stand des NKP: 2012-02-08 Name: RELIÉF-VSA XXIII.        |
| ja   | Datei hochladen | Relief-? 24(sk) ObjektID: 403-1483/55                           | Jána Pavla II. nám. Standort KG: Nitra Konskr.Nr.:              | predhradie II.;reliéf symbolický-Vigilantia                      | 2. Wehr, Relief symbolischer ?                                 | č. NKP: 403-1483/55 Stand des NKP: 2012-02-08 Name: RELIÉF-VSA XXIV.         |
| ja   | Datei hochladen | Relief-? 25(sk) ObjektID: 403-1483/56                           | Jána Pavla II. nám. Standort KG: Nitra Konskr.Nr.:              | predhradie II.;reliéf symbolický-lev                             | 2. Wehr, Relief symbolischer Löwe                              | č. NKP: 403-1483/56 Stand des NKP: 2012-02-08 Name: RELIÉF-VSA XXV.          |
| ja   | Datei hochladen | Relief-? 26(sk) ObjektID: 403-1483/57                           | Jána Pavla II. nám. Standort KG: Nitra Konskr.Nr.:              | predhradie II.;reliéf symbolický-Jánus                           | 2. Wehr, Relief symbolischer Janus                             | č. NKP: 403-1483/57 Stand des NKP: 2012-02-08 Name: RELIÉF-VSA XXVI.         |
| ja   | Datei hochladen | Relief-? 27(sk) ObjektID: 403-1483/58                           | Jána Pavla II. nám. KG: Nitra Konskr.Nr.:                       | predhradie II.;erb biskupa Valentína Lépésa                      | 2. Wehr, Wappen des Bischofs Valentin Hepes                    | č. NKP: 403-1483/58 Stand des NKP: 2012-02-08 Name: RELIÉF-VSA XXVII.        |
|      | Datei hochladen | Relief-? 28(sk) ObjektID: 403-1483/59                           | Jána Pavla II. nám. KG: Nitra Konskr.Nr.:                       | predhradie II.;erb biskupský                                     | 2. Wehr, bischöfliches Wappen                                  | č. NKP: 403-1483/59 Stand des NKP: 2012-02-08 Name: RELIÉF-VSA XXVIII.       |
|      | Datei hochladen | Kanonie(sk) ObjektID: 403-10682/0                               | Jána Pavla II. nám. 8 KG: Nitra Konskr.Nr.: 1016                | chodbová,solitér;                                                |                                                                | č. NKP: 403-10682/0 Stand des NKP: 2012-02-08 Name: KANÓNIA                  |
| ja   | Datei hochladen | Nazarener-Kloster(sk) ObjektID: 403-1499/1                      | Kalvárska ul. 12 Standort KG: Nitra Konskr.Nr.: 714             | kláštor na Kalvárii                                              | Kloster Kalvarienberg                                          | č. NKP: 403-1499/1 Stand des NKP: 2012-02-08 Name: KLÁŠTOR NAZARÉNOV         |
| ja   | Datei hochladen | Kirche(sk) ObjektID: 403-1499/2                                 | Kalvárska ul. 12 Standort KG: Nitra Konskr.Nr.: 713             | r.k.Nanebovzatia P.M.;kostol Nanebovzatia P.M.                   | römisch-katholische Kirche Mariä Himmelfahrt                   | č. NKP: 403-1499/2 Stand des NKP: 2012-02-08 Name: KOSTOL                    |
| ja   | Datei hochladen | Wohnhaus(sk) ObjektID: 403-10832/0                              | Kupecká ul. 16 Standort KG: Nitra Konskr.Nr.: 1357              | schodiskový,radový;                                              | Reihenhaus                                                     | č. NKP: 403-10832/0 Stand des NKP: 2012-02-08 Name: DOM BYTOVÝ               |
| ja   | Datei hochladen | Wohnhaus(sk) ObjektID: 403-11419/1                              | Misionárska ul. 1 Standort KG: Nitra Konskr.Nr.: 721            | schodiskový,solitér;                                             |                                                                | č. NKP: 403-11419/1 Stand des NKP: 2012-02-08 Name: DOM BYTOVÝ               |
| ja   | Datei hochladen | Wohnhaus(sk) ObjektID: 403-11419/2                              | Misionárska ul. 3 Standort KG: Nitra Konskr.Nr.: 722            | schodiskový,solitér;                                             |                                                                | č. NKP: 403-11419/2 Stand des NKP: 2012-02-08 Name: DOM BYTOVÝ               |
| ja   | Datei hochladen | Wohnhaus(sk) ObjektID: 403-11419/3                              | Misionárska ul. 5 Standort KG: Nitra Konskr.Nr.: 723            | schodiskový,solitér;                                             |                                                                | č. NKP: 403-11419/3 Stand des NKP: 2012-02-08 Name: DOM BYTOVÝ               |
| ja   | Datei hochladen | Wohnhaus(sk) ObjektID: 403-11419/4                              | Misionárska ul. 7 Standort KG: Nitra Konskr.Nr.: 724            | schodiskový,solitér;                                             |                                                                | č. NKP: 403-11419/4 Stand des NKP: 2012-02-08 Name: DOM BYTOVÝ               |
| ja   | Datei hochladen | Wohnhaus(sk) ObjektID: 403-11419/5                              | Misionárska ul. 9 Standort KG: Nitra Konskr.Nr.: 725            | schodiskový,solitér;                                             |                                                                | č. NKP: 403-11419/5 Stand des NKP: 2012-02-08 Name: DOM BYTOVÝ               |
| ja   | Datei hochladen | Wohnhaus(sk) ObjektID: 403-11419/6                              | Misionárska ul. 11 Standort KG: Nitra Konskr.Nr.: 726           | schodiskový,solitér;                                             |                                                                | č. NKP: 403-11419/6 Stand des NKP: 2012-02-08 Name: DOM BYTOVÝ               |
| ja   | Datei hochladen | Wohnhaus(sk) ObjektID: 403-11419/7                              | Misionárska ul. 13 Standort KG: Nitra Konskr.Nr.: 727           | schodiskový,solitér;                                             |                                                                | č. NKP: 403-11419/7 Stand des NKP: 2012-02-08 Name: DOM BYTOVÝ               |
| ja   | Datei hochladen | Wohnhaus(sk) ObjektID: 403-11419/8                              | Misionárska ul. 15 Standort KG: Nitra Konskr.Nr.: 728           | schodiskový,solitér;                                             |                                                                | č. NKP: 403-11419/8 Stand des NKP: 2012-02-08 Name: DOM BYTOVÝ               |
| ja   | Datei hochladen | Wohnhaus-Sektion 1(sk) ObjektID: 403-11419/9                    | Misionárska ul. 17 Standort KG: Nitra Konskr.Nr.: 729           | schodiskový,sekciový;                                            | Wohnblock, Abschnitt 1                                         | č. NKP: 403-11419/9 Stand des NKP: 2012-02-08 Name: DOM BYTOVÝ-SEKCIA I.     |
| ja   | Datei hochladen | Wohnhaus-Sektion 2(sk) ObjektID: 403-11419/10                   | Misionárska ul. 19 Standort KG: Nitra Konskr.Nr.: 729           | schodiskový,sekciový;                                            | Wohnblock, Abschnitt 2                                         | č. NKP: 403-11419/10 Stand des NKP: 2012-02-08 Name: DOM BYTOVÝ-SEKCIA II.   |
| ja   | Datei hochladen | Wohnhaus-Sektion 3(sk) ObjektID: 403-11419/11                   | Misionárska ul. 21 Standort KG: Nitra Konskr.Nr.: 729           | schodiskový,sekciový;                                            | Wohnblock, Abschnitt 3                                         | č. NKP: 403-11419/11 Stand des NKP: 2012-02-08 Name: DOM BYTOVÝ-SEKCIA III.  |
| ja   | Datei hochladen | Wohnhaus-Sektion 4(sk) ObjektID: 403-11419/12                   | Misionárska ul. 23 Standort KG: Nitra Konskr.Nr.: 729           | schodiskový,sekciový;                                            | Wohnblock, Abschnitt 4                                         | č. NKP: 403-11419/12 Stand des NKP: 2012-02-08 Name: DOM BYTOVÝ-SEKCIA IV.   |
| ja   | Datei hochladen | Wohnhaus-Sektion 5(sk) ObjektID: 403-11419/13                   | Misionárska ul. 25 Standort KG: Nitra Konskr.Nr.: 729           | schodiskový,sekciový;                                            | Wohnblock, Abschnitt 5                                         | č. NKP: 403-11419/13 Stand des NKP: 2012-02-08 Name: DOM BYTOVÝ-SEKCIA V.    |
| ja   | Datei hochladen | Areal und Umzäunung(sk) ObjektID: 403-11419/14                  | Misionárska ul. Standort KG: Nitra Konskr.Nr.:                  | tehla,kameň,drevo;priestor medziobjektový+plot                   |                                                                | č. NKP: 403-11419/14 Stand des NKP: 2012-02-08 Name: AREÁL S OPLOTENÍM       |
| ja   | Datei hochladen | Bürgerhaus(sk) ObjektID: 403-10665/0                            | Mostná ul. 60 Standort KG: Nitra Konskr.Nr.: 1293               | nárožný;                                                         | Eckhaus                                                        | č. NKP: 403-10665/0 Stand des NKP: 2012-02-08 Name: DOM MEŠTIANSKY           |
| ja   | Datei hochladen | Kapelle(sk) ObjektID: 403-1504/0                                | Na vŕšku ul. 1290 Standort KG: Nitra Konskr.Nr.:                | r.k.sv.Michala;kaplnka na Vŕšku                                  | römisch-katholische Kapelle St. Michael, Kapelle auf dem Hügel | č. NKP: 403-1504/0 Stand des NKP: 2012-02-08 Name: KAPLNKA                   |
| ja   | Datei hochladen | Kirche(sk) ObjektID: 403-1511/0                                 | Párovská ul. Standort KG: Nitra Konskr.Nr.:                     | r.k.sv.Štefana Kráľa;párovský kostolík                           | römisch-katholische Kirche St. Stephan der König, Párov Kirche | č. NKP: 403-1511/0 Stand des NKP: 2012-02-08 Name: KOSTOL                    |
| ja   | Datei hochladen | Piaristen-Kollegium(sk) ObjektID: 403-1500/1                    | Piaristická ul. 7-8 Standort KG: Nitra Konskr.Nr.: 1381         | chodbový;rezidencia a kolégium piarist.                          | Residenz der Hochschule der Piaristen                          | č. NKP: 403-1500/1 Stand des NKP: 2012-02-08 Name: KOLÉGIUM PIARISTOV        |
| ja   | Datei hochladen | Kirche(sk) ObjektID: 403-1500/2                                 | Piaristická ul. 7-8 Standort KG: Nitra Konskr.Nr.: 1382         | r.k.sv.Ladislava;piarist.kostol sv.Ladislava                     | römisch-katholische Kirche St. Ladislaus                       | č. NKP: 403-1500/2 Stand des NKP: 2012-02-08 Name: KOSTOL                    |
| ja   | Datei hochladen | Synagoge(sk) ObjektID: 403-1503/0                               | Pri synagóge ul. 3 Standort KG: Nitra Konskr.Nr.: 1391          | neologická,hlavná;od 1946 ortodoxná synagóga                     | neologische, orthodoxe Synagoge                                | č. NKP: 403-1503/0 Stand des NKP: 2012-02-08 Name: SYNAGÓGA                  |
| ja   | Datei hochladen | Bank(sk) ObjektID: 403-1488/0                                   | Pribinovo nám. 3 Standort KG: Nitra Konskr.Nr.: 114             | schodisková,radová;Biskupská banka                               | Reihenhaus, Bischofsbank                                       | č. NKP: 403-1488/0 Stand des NKP: 2012-02-08 Name: BANKA                     |
| ja   | Datei hochladen | Seminar(sk) ObjektID: 403-1487/0                                | Pribinovo nám. 5 Standort KG: Nitra Konskr.Nr.: 992             | chodbový,radový;Seminár sv.Gorazda                               | Reihenhaus, Priesterseminar des St. Gorazd                     | č. NKP: 403-1487/0 Stand des NKP: 2012-02-08 Name: SEMINÁR                   |
| ja   | Datei hochladen | Bürgerhaus(sk) ObjektID: 403-1495/0                             | Samova ul. 1 Standort KG: Nitra Konskr.Nr.: 970                 | prejazdový,radový;dom s podjazdom                                | Reihenhaus                                                     | č. NKP: 403-1495/0 Stand des NKP: 2012-02-08 Name: DOM MEŠTIANSKY            |
| ja   | Datei hochladen | Franziskanerkonvent(sk) ObjektID: 403-1497/1                    | Samova ul. 2 Standort KG: Nitra Konskr.Nr.: 4                   | chodbový,radový;františkánsky kláštor                            | Reihenhaus, Franziskanerkloster                                | č. NKP: 403-1497/1 Stand des NKP: 2012-02-08 Name: KONVENT FRANTIŠKÁNOV      |
| ja   | Datei hochladen | Kirche(sk) ObjektID: 403-1497/2                                 | Samova ul. 2 Standort KG: Nitra Konskr.Nr.:                     | r.k.sv.Petra a Pavla;františkánsky kostol                        | römisch-katholische Kirche St. Peter und Paul                  | č. NKP: 403-1497/2 Stand des NKP: 2012-02-08 Name: KOSTOL                    |
| ja   | Datei hochladen | Bürgerhaus(sk) ObjektID: 403-1493/0                             | Samova ul. 3 Standort KG: Nitra Konskr.Nr.: 3                   | radový;dom s murovanou bránou                                    | Reihenhaus, Haus mit Backsteintor                              | č. NKP: 403-1493/0 Stand des NKP: 2012-02-08 Name: DOM MEŠTIANSKY            |
| ja   | Datei hochladen | Bürgerhaus(sk) ObjektID: 403-1494/0                             | Samova ul. 6 Standort KG: Nitra Konskr.Nr.: 133                 | prejazdový,radový;                                               | Reihenhaus, Passage                                            | č. NKP: 403-1494/0 Stand des NKP: 2012-02-08 Name: DOM MEŠTIANSKY            |
| ja   | Datei hochladen | Spital(sk) ObjektID: 403-1492/1                                 | Samova ul. 12 Standort KG: Nitra Konskr.Nr.: 982                | chodbový,radový;Pro meritae Quieti                               | Reihenhaus, Krankenhaus „Zur verdienten Ruhe“                  | č. NKP: 403-1492/1 Stand des NKP: 2012-02-08 Name: STAROBINEC                |
| ja   | Datei hochladen | Statue-? 1(sk) ObjektID: 403-1492/2                             | Samova ul. 12 Standort KG: Nitra Konskr.Nr.: 982                | sv.Jozef s malým Ježišom;socha sv.Jozefa                         | hl. Josef mit Jesus                                            | č. NKP: 403-1492/2 Stand des NKP: 2012-02-08 Name: SOCHA-VSA I.              |
| ja   | Datei hochladen | Statue-? 2(sk) ObjektID: 403-1492/3                             | Samova ul. 12 Standort KG: Nitra Konskr.Nr.: 982                | anjel;socha anjela s rohom hojnosti                              | Engel mit Füllhorn                                             | č. NKP: 403-1492/3 Stand des NKP: 2012-02-08 Name: SOCHA-VSA II.             |
| ja   | Datei hochladen | Statue-? 3(sk) ObjektID: 403-1492/4                             | Samova ul. 12 Standort KG: Nitra Konskr.Nr.: 982                | anjel;socha anjela s rohom hojnosti                              | Engel mit Füllhorn                                             | č. NKP: 403-1492/4 Stand des NKP: 2012-02-08 Name: SOCHA-VSA III.            |
| ja   | Datei hochladen | Relief-? 4(sk) ObjektID: 403-1492/5                             | Samova ul. 12 Standort KG: Nitra Konskr.Nr.: 982                | erb biskupský;erb biskupa Jozefa Vuruma                          | Wappen von Bischof Joseph Vuruma                               | č. NKP: 403-1492/5 Stand des NKP: 2012-02-08 Name: RELIÉF-VSA IV.            |
| ja   | Datei hochladen | Seminar(sk) ObjektID: 403-1491/1                                | Samova ul. 14 Standort KG: Nitra Konskr.Nr.: 983                | chodbový,nárožný;Veľký seminár                                   | Eckhaus, Großes Seminar                                        | č. NKP: 403-1491/1 Stand des NKP: 2012-02-08 Name: SEMINÁR                   |
|      | Datei hochladen | Statue-? 1(sk) ObjektID: 403-1491/2                             | Samova ul. 14 KG: Nitra Konskr.Nr.: 983                         | sv.Ladislav;originál sochy sv.Ladislava                          | Originalstatue des hl. Ladislav                                | č. NKP: 403-1491/2 Stand des NKP: 2012-02-08 Name: SOCHA-VSA I.              |
| ja   | Datei hochladen | Statue-Kopie-? 1(sk) ObjektID: 403-1491/3                       | Samova ul. 14 Standort KG: Nitra Konskr.Nr.: 983                | sv.Ladislav;kópia sochy sv.Ladislava                             | St. Ladislaus, Kopie                                           | č. NKP: 403-1491/3 Stand des NKP: 2012-02-08 Name: SOCHA-KÓPIA-VSA I.        |
| ja   | Datei hochladen | Statue-? 2(sk) ObjektID: 403-1491/4                             | Samova ul. 14 Standort KG: Nitra Konskr.Nr.: 983                | žena-alegória;kópia?                                             | Allegorie der Frau                                             | č. NKP: 403-1491/4 Stand des NKP: 2012-02-08 Name: SOCHA-VSA II.             |
| ja   | Datei hochladen | Statue-? 3(sk) ObjektID: 403-1491/5                             | Samova ul. 14 Standort KG: Nitra Konskr.Nr.: 983                | žena-alegória;kópia?                                             | Allegorie der Frau                                             | č. NKP: 403-1491/5 Stand des NKP: 2012-02-08 Name: SOCHA-VSA III.            |
| ja   | Datei hochladen | Statuengruppe-? 4(sk) ObjektID: 403-1491/6                      | Samova ul. 14 Standort KG: Nitra Konskr.Nr.: 983                | putti;súsošie hrajúcich sa putti                                 | spielende Putten                                               | č. NKP: 403-1491/6 Stand des NKP: 2012-02-08 Name: SÚSOŠIE-VSA IV.           |
| ja   | Datei hochladen | Statuengruppe-? 5(sk) ObjektID: 403-1491/7                      | Samova ul. 14 Standort KG: Nitra Konskr.Nr.: 983                | putti;súsošie hrajúcich sa putti                                 | spielende Putten                                               | č. NKP: 403-1491/7 Stand des NKP: 2012-02-08 Name: SÚSOŠIE-VSA V.            |
| ja   | Datei hochladen | Statuengruppe-Kopie-? 7(sk) ObjektID: 403-1491/8                | Samova ul. 14 Standort KG: Nitra Konskr.Nr.: 983                | dvojica putti s vázou;putti s rohom hojnosti a váza              | Putten mit Füllhorn und Vase                                   | č. NKP: 403-1491/8 Stand des NKP: 2012-02-08 Name: SÚSOŠIE-KÓPIA-VSA VII.    |
| ja   | Datei hochladen | Statuengruppe-? 8(sk) ObjektID: 403-1491/9                      | Samova ul. 14 Standort KG: Nitra Konskr.Nr.: 983                | dvojica putti s vázou;putti s rohom hojnosti a váza              | Putten mit Füllhorn und Vase                                   | č. NKP: 403-1491/9 Stand des NKP: 2012-02-08 Name: SÚSOŠIE-VSA VIII.         |
|      | Datei hochladen | Statue-? 7(sk) ObjektID: 403-1491/10                            | Samova ul. 14 KG: Nitra Konskr.Nr.: 983                         | putti ;originál putti s roh.hojnosti                             | Putten mit Füllhorn und Vase (Original)                        | č. NKP: 403-1491/10 Stand des NKP: 2012-02-08 Name: SOCHA-VSA VII.           |
|      | Datei hochladen | Vase-? 7(sk) ObjektID: 403-1491/11                              | Samova ul. 14 KG: Nitra Konskr.Nr.: 983                         | váza;originál vázy z rizalitu                                    | Original-Vasen                                                 | č. NKP: 403-1491/11 Stand des NKP: 2012-02-08 Name: VÁZA-VSA VII.            |
|      | Datei hochladen | Relief-? 9(sk) ObjektID: 403-1491/12                            | Samova ul. 14 KG: Nitra Konskr.Nr.: 983                         | erb biskupský;erb biskupa Erdödyho?                              | Wappen von Bischof Erdödyho                                    | č. NKP: 403-1491/12 Stand des NKP: 2012-02-08 Name: RELIÉF-VSA-IX.           |
|      | Datei hochladen | Statue-? 10(sk) ObjektID: 403-1491/13                           | Samova ul. 14 KG: Nitra Konskr.Nr.: 983                         | sv.Peter;sv.Peter?,pápež?                                        | St. Peter                                                      | č. NKP: 403-1491/13 Stand des NKP: 2012-02-08 Name: SOCHA-VSA-X.             |
|      | Datei hochladen | Statue-? 10(sk) ObjektID: 403-1491/14                           | Samova ul. 14 KG: Nitra Konskr.Nr.: 983                         | biskup;Augustín Roskoványi?                                      | Bischof Augustinus Roskoványi?                                 | č. NKP: 403-1491/14 Stand des NKP: 2012-02-08 Name: SOCHA-VSA-X.             |
| ja   | Datei hochladen | Relief-? 10(sk) ObjektID: 403-1491/15                           | Samova ul. 14 Standort KG: Nitra Konskr.Nr.: 983                | erb biskupský;erb Augustína Roskoványiho                         | Wappen des Bischofs Augustinus Roskoványi                      | č. NKP: 403-1491/15 Stand des NKP: 2012-02-08 Name: RELIÉF-VSA-X.            |
| ja   | Datei hochladen | Kanonie(sk) ObjektID: 403-1490/0                                | Samova ul. 16 Standort KG: Nitra Konskr.Nr.: 126,984            | prejazdová,nárožná;U Corgoňa                                     | Eckhaus, Die Meister                                           | č. NKP: 403-1490/0 Stand des NKP: 2012-02-08 Name: KANÓNIA                   |
| ja   | Datei hochladen | Bürgerhaus(sk) ObjektID: 403-1489/0                             | Samova ul. 18 Standort KG: Nitra Konskr.Nr.: 985                | prejazdový,radový;                                               | Reihenhaus                                                     | č. NKP: 403-1489/0 Stand des NKP: 2012-02-08 Name: DOM MEŠTIANSKY            |
| ja   | Datei hochladen | Postgebäude(sk) ObjektID: 403-11230/0                           | Sládkovičova ul. 2 Standort KG: Nitra Konskr.Nr.: 128,300       | Poštový a telegrafný úrad                                        | Post- und Telegrafenamt                                        | č. NKP: 403-11230/0 Stand des NKP: 2012-02-08 Name: POŠTA                    |
| ja   | Datei hochladen | Rathaus(sk) ObjektID: 403-1476/0                                | Štefánikova tr. 1 Standort KG: Nitra Konskr.Nr.: 1              | chodbová,nárožná;ponitrianske múzeum                             | Eckhaus, Nitra Museum                                          | č. NKP: 403-1476/0 Stand des NKP: 2012-02-08 Name: RADNICA                   |
| ja   | Datei hochladen | Bürgerhaus(sk) ObjektID: 403-1496/0                             | Štefánikova tr. 2 Standort KG: Nitra Konskr.Nr.: 341            | prejazdový,nárožný;Šmak                                          | Eckhaus, Passage                                               | č. NKP: 403-1496/0 Stand des NKP: 2012-02-08 Name: DOM MEŠTIANSKY            |
| ja   | Datei hochladen | Bürgerhaus(sk) ObjektID: 403-11477/0                            | Štefánikova tr. 4 Standort KG: Nitra Konskr.Nr.: 47             | prejazdový,radový;                                               | Reihenhaus, Passage                                            | č. NKP: 403-11477/0 Stand des NKP: 2012-02-08 Name: DOM MEŠTIANSKY           |
| ja   | Datei hochladen | Bank(sk) ObjektID: 403-11231/0                                  | Štefánikova tr. 7 Standort KG: Nitra Konskr.Nr.: 3              | nárožná;Všeobecná banka                                          | Eckhaus, Allgemeinbank                                         | č. NKP: 403-11231/0 Stand des NKP: 2012-02-08 Name: BANKA                    |
| ja   | Datei hochladen | Bürgerhaus(sk) ObjektID: 403-11500/0                            | Štefánikova tr. 18 Standort KG: Nitra Konskr.Nr.: 54            | priechodový,radový;                                              | Reihenhaus, Passage                                            | č. NKP: 403-11500/0 Stand des NKP: 2012-02-08 Name: DOM MEŠTIANSKY           |
| ja   | Datei hochladen | Bürgerhaus(sk) ObjektID: 403-10850/0                            | Štefánikova tr. 26 Standort KG: Nitra Konskr.Nr.: 59            | priechodový,radový;                                              | Reihenhaus, Passage                                            | č. NKP: 403-10850/0 Stand des NKP: 2012-02-08 Name: DOM MEŠTIANSKY           |
| ja   | Datei hochladen | Bank(sk) ObjektID: 403-11607/0                                  | Štefánikova tr. 35 Standort KG: Nitra Konskr.Nr.: 20            | radová;polyfunkčný dom-banka,byty                                | Reihenhaus, Multifunktionshaus, Bank, Wohnungen                | č. NKP: 403-11607/0 Stand des NKP: 2012-02-08 Name: BANKA                    |
| ja   | Datei hochladen | Villa(sk) ObjektID: 403-11684/1                                 | Štefánikova tr. 56 Standort KG: Nitra Konskr.Nr.: 78            | solitér;Gyurkyho vila                                            | Villa Gyurky                                                   | č. NKP: 403-11684/1 Stand des NKP: 2012-02-08 Name: VILA                     |
| ja   | Datei hochladen | Umzäunung und Tor(sk) ObjektID: 403-11684/2                     | Štefánikova tr. 56 Standort KG: Nitra Konskr.Nr.: 78            | kovové+murované;                                                 | Metall und Backstein                                           | č. NKP: 403-11684/2 Stand des NKP: 2012-02-08 Name: OPLOTENIE S BRÁNOU       |
| ja   | Datei hochladen | Villa(sk) ObjektID: 403-11685/1                                 | Štefánikova tr. 58 Standort KG: Nitra Konskr.Nr.: 79            | solitér;Tomaschekova vila                                        | Villa Tomaschekov                                              | č. NKP: 403-11685/1 Stand des NKP: 2012-02-08 Name: VILA                     |
| ja   | Datei hochladen | Umzäunung und Tor(sk) ObjektID: 403-11685/2                     | Štefánikova tr. 58 Standort KG: Nitra Konskr.Nr.: 79            | kovové+murované;                                                 | Metall und Backstein                                           | č. NKP: 403-11685/2 Stand des NKP: 2012-02-08 Name: OPLOTENIE S BRÁNOU       |
| ja   | Datei hochladen | Administratives Gebäude(sk) ObjektID: 403-11018/0               | Štefánikova tr. 67 Standort KG: Nitra Konskr.Nr.: 38            | solitér;Okresná nemocenská poisťovňa                             | Bezirksgesundheits- und Versicherungsgesellschaft              | č. NKP: 403-11018/0 Stand des NKP: 2012-02-08 Name: BUDOVA ADMINISTRATÍVNA   |
| BW   | Datei hochladen | Stadtpalais(sk) ObjektID: 403-10545/0                           | Štúrova ul. 9 Standort KG: Nitra Konskr.Nr.: 1407               | solitér,chodbový;Krajský a okresný súd                           | Regional- und Bezirksgericht                                   | č. NKP: 403-10545/0 Stand des NKP: 2012-02-08 Name: PALÁC MESTSKÝ            |
| ja   | Datei hochladen | Schule(sk) ObjektID: 403-11232/1                                | Šulgana A. ul. 1 Standort KG: Nitra Konskr.Nr.: 346             | chodbová;Základná škola kniež.Pribinu                            | Grundschule                                                    | č. NKP: 403-11232/1 Stand des NKP: 2012-02-08 Name: ŠKOLA                    |
| ja   | Datei hochladen | Transformatorenstation(sk) ObjektID: 403-10058/0                | Vodná ul. Standort KG: Nitra Konskr.Nr.:                        | solitér;trafostanica                                             |                                                                | č. NKP: 403-10058/0 Stand des NKP: 2012-02-08 Name: STANICA TRANSFORMÁTOROVÁ |
| ja   | Datei hochladen | KANÓNIA ObjektID: 403-1502/0                                    | Východná ul. 6 Standort KG: Nitra Konskr.Nr.:                   | prejazdová,radová;Cvinčekov dom                                  | Reihenhaus, Haus Cvinček                                       | č. NKP: 403-1502/0 Stand des NKP: 2012-02-08 Name: KANÓNIA                   |
| BW   | Datei hochladen | Villa(sk) ObjektID: 403-11232/2                                 | Wilsonovo nábr. 212 Standort KG: Nitra Konskr.Nr.: 347          | solitér;Vila riaditeľa                                           | Direktorenvilla                                                | č. NKP: 403-11232/2 Stand des NKP: 2012-02-08 Name: VILA                     |
| ja   | Datei hochladen | Stadtpalais(sk) ObjektID: 403-1486/0                            | Župné nám. 3 Standort KG: Nitra Konskr.Nr.: 962                 | župný dom,galéria                                                | Komitatshaus, Galerie                                          | č. NKP: 403-1486/0 Stand des NKP: 2012-02-08 Name: PALÁC MESTSKÝ             |
| ja   | Datei hochladen | Kirche(sk) ObjektID: 403-1560/0                                 | Standort KG: Veľké Janíkovce Konskr.Nr.: 279                    | r.k.sv.Petra a Pavla;kostol sv.Petra a Pavla                     | römisch-katholische Kirche St. Peter und Paul                  | č. NKP: 403-1560/0 Stand des NKP: 2012-02-08 Name: KOSTOL                    |
|      | Datei hochladen | Burgstätte(sk) ObjektID: 403-1506/0                             | KG: Zobor Konskr.Nr.:                                           | skúmané;Hradisko Šindolka                                        | untersucht, Burg Šindolka                                      | č. NKP: 403-1506/0 Stand des NKP: 2012-02-08 Name: HRADISKO                  |
|      | Datei hochladen | Burgstätte(sk) ObjektID: 403-1512/0                             | KG: Zobor Konskr.Nr.:                                           | skúmané;Hradisko Zobor                                           | untersucht, Burg Zobor                                         | č. NKP: 403-1512/0 Stand des NKP: 2012-02-08 Name: HRADISKO                  |
|      | Datei hochladen | Archäologische Fundstätte(sk) ObjektID: 403-10568/0             | KG: Zobor Konskr.Nr.:                                           | Martinský vrch                                                   | Der Martin Hügel                                               | č. NKP: 403-10568/0 Stand des NKP: 2012-02-08 Name: ARCHEOLOGICKÉ NÁLEZISKO  |
|      | Datei hochladen | Schule(sk) ObjektID: 403-11233/0                                | Hospodárska ul. 8 KG: Zobor Konskr.Nr.: 2845                    | chodbová;Štát.odborná hospodárska škola                          | Staatliche Wirtschaftsschule                                   | č. NKP: 403-11233/0 Stand des NKP: 2012-02-08 Name: ŠKOLA                    |

## Legende
Die Tabelle enthält im Einzelnen folgende Informationen:
| Foto:                    | Fotografie des Denkmals. |
| Denkmal / č. ÚZPF:       | Die Übersetzung der Bezeichnung des Denkmals, wie sie vom Slowakischen Denkmalamt (Pamiatkový úrad Slovenskej republiky) verwendet wird. Die Originalbezeichnung ist unter dem Fragezeichen angegeben. Fehlt die Übersetzung, so wird die Originalbezeichnung direkt angezeigt. Weiters ist die Objekt-Identifikationsnummer (Objekt ID) angeführt. Sie ist die offizielle, in der Slowakei eindeutige Nummer č. ÚZPF inklusive der zugehörigen Zählnummer, wie sie in den Daten des Denkmalamtes angegeben wird. Da diese nur innerhalb eines Landkreises gezählt wird, ist dessen Nummer der Denkmalnummer vorangestellt. |
| Standort:                | Wenn in der Liste vorhanden, ist die Adresse angegeben. In Klammern kann sich noch eine zusätzliche Adresse befinden, wenn es beispielsweise ein Eckhaus ist. Bei freistehenden Objekten ohne Adresse (zum Beispiel bei Bildstöcken) ist eine Adresse angegeben, die in der Nähe des Objekts liegt. Durch Aufruf des Links Standort wird die Lage des Denkmals in verschiedenen Kartenprojekten angezeigt. Darunter sind die Katastralgemeinde (KG) und, wenn vorhanden, die Konskriptionsnummer (Konskr. Nr.) angegeben.                                                                                                   |
| Offizielle Beschreibung: | Es ist die Kurzbeschreibung auf Slowakisch, wie sie in den offiziellen Listen angegeben ist, eingetragen. |
| Beschreibung:            | Kurze Angaben zum Denkmal auf Deutsch. |
| Metadaten:               | Zusätzlich werden, wenn in den persönlichen Einstellungen das Helferlein Dauerhaftes Einblenden von Metadaten aktiviert ist, ebensolche angezeigt. |

- Karte mit allen Koordinaten:
- OSM |
- WikiMap